# Nesticus furenensis
Espèce
Nesticus furenensis est une espèce d'araignées aranéomorphes de la famille des Nesticidae.

## Distribution
Cette espèce est endémique du Japon.

## Étymologie
Son nom d'espèce, composé de furen et du suffixe latin -ensis, « qui vit dans, qui habite », lui a été donné en référence au lieu de sa découverte.

## Publication originale
- Yaginuma, 1979 : A study of the Japanese species of nesticid spiders. Faculty of Letters Revue, Otemon Gakuin University, vol. 13, p. 255-287.